# فرودگاه برودوس
فرودگاه برودوس (به انگلیسی: Broadus Airport) یک فرودگاه همگانی بهره‌برداری هوایی است که یک باند فرود آسفالت دارد و طول باند آن ۱۳۴۱ متر است. این فرودگاه در شهر برودوس، مونتانا کشور ایالات متحده آمریکا قرار دارد و در ارتفاع ۱۰۰۰ متری از سطح دریا واقع شده‌است.